# Jerry Douglas

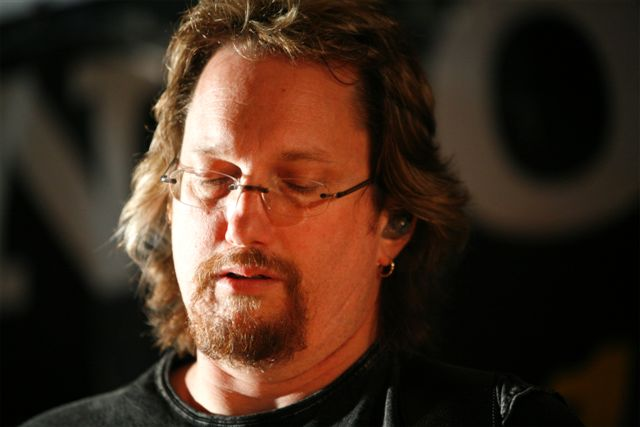
Jerry Douglas (2006)

Jerry Douglas (* 28. Mai 1956 in Warren, Ohio; eigentlich Gerald Calvin Douglas) ist ein US-amerikanischer Countrymusiker.

## Karriere
Ursprünglich war der Bluegrass seine Heimat, später versuchte sich Jerry Douglas in einem breiten musikalischen Spektrum von Rock ’n’ Roll, Jazz, Blues bis hin zu Klassik. Douglas wurde unter anderem mit fünf Grammy Awards und zahlreichen anderen Preisen ausgezeichnet.
Neben der Tätigkeit als Studiomusiker arbeitet Jerry Douglas auch als Produzent, so zum Beispiel bei  Ricky Skaggs Don’t Get Above Your Raising, Emmylou Harris Roses in the Snow und der Filmmusik zu O Brother, Where Art Thou? – Eine Mississippi-Odyssee.

## Diskografie
- 1979: Fluxology (Rounder)
- 1982: Fluxedo (Rounder)
- 1986: Under the Wire (MCA)
- 1987: Changing Channels (MCA)
- 1987: Everything Is Gonna Work Out Fine (Rounder)
- 1989: Plant Early (MCA)
- 1992: Slide Rule (Sugar Hill)
- 1994: Skip, Hop and Wobble (Sugar Hill; mit Russ Barenberg & Edgar Meyer)
- 1996: Yonder (Sugar Hill; mit Peter Rowan)
- 1998: Restless on the Farm (Sugar Hill)
- 2002: Lookout for Hope (Sugar Hill)
- 2005: The Best Kept Secret (Koch)
- 2007: Best of the Sugar Hill Years (Sugar Hill)
- 2008: Glide (Koch)
- 2009: Jerry Christmas (Koch)
- 2012: Traveler (eOne)
- 2021: Leftover Feelings (New West; John Hiatt mit der Jerry Douglas Band)